# نينيا باستوري
ماريا روزا غارسيا (ولدت في 15 يناير 1978 في سان فرناندو ، قادس) عرفت باسم نينيا باستوري هي مغنية موسيقى الروك الفلامنكو الإسبانية (كانتورا).

## روابط خارجية
- MySpace profile
- esflamenco.es (in English)
- Interview with Niña Pastori